# Kanał żeglugowy skracający
Kanał żeglugowy skracający – rodzaj kanału wodnego, zaliczanego do kategorii kanałów bocznych, wybudowanego jako kanał stanowiący cięciwę dla zakola (lub większej liczby zakoli) rzeki albo innego cieku, zmniejszający długość śródlądowej drogi wodnej. Takie rozwiązanie stosowane jest przy regulacji rzeki oraz kanalizacji rzeki. Umożliwia przystosowanie rzeki do żeglugi śródlądowej między innymi jako jedno z rozwiązań problemu ewentualnego zbyt małego dla określonej klasy drogi wodnej promienia łuku na drodze wodnej oraz umożliwia ominięcie jazu zlokalizowanego w głównym korycie rzeki. Skrócenie naturalnej drogi wodnej w kanale skracającym poprawia ekonomikę żeglugi i zimniejsza także czas potrzebny na przebycie danej drogi wodnej. Takie zdefiniowanie i rozumienie pojęcia kanału skracającego jest zgodne z ogólnym, potocznym pojęciem skrótu jako krótszej drogi. Jednym z przypadków szczególnych kanałów skracających jest kanał o stosunkowo małej długości, wobec którego stosuje się określenie przekopu.
Liczne przykłady kanałów skracających można znaleźć na Odrzańskiej Drodze Wodnej. Są to między innymi: Kanał Opatowicki, kanały w których położone są śluzy – Śluzy Janowice, Śluza Ratowice, Śluza Oława II i wiele innych. Wybudowanie tych kanałów wykreowało powstanie wysp śródlądowych (np. Wyspa Opatowicka, Wyspa Rędzińska i wiele innych).